# Palazzo Chiericati
O Palazzo Chiericati é um edifício renascentista, obra do arquitecto Andrea Palladio. Encontra-se em Vicenza, sendo sede do Museu Cívico desde o século XIX e, mais recentemente, da pinacoteca cívica, a qual compreende colecções de gravuras, desenhos, numismática, estatuária medieval e moderna. Entre as obras mais importantes Diana e Atteone (1725) por Giambattista Pittoni. O palácio está inserido na lista do Património da Humanidade pela UNESCO.

## História

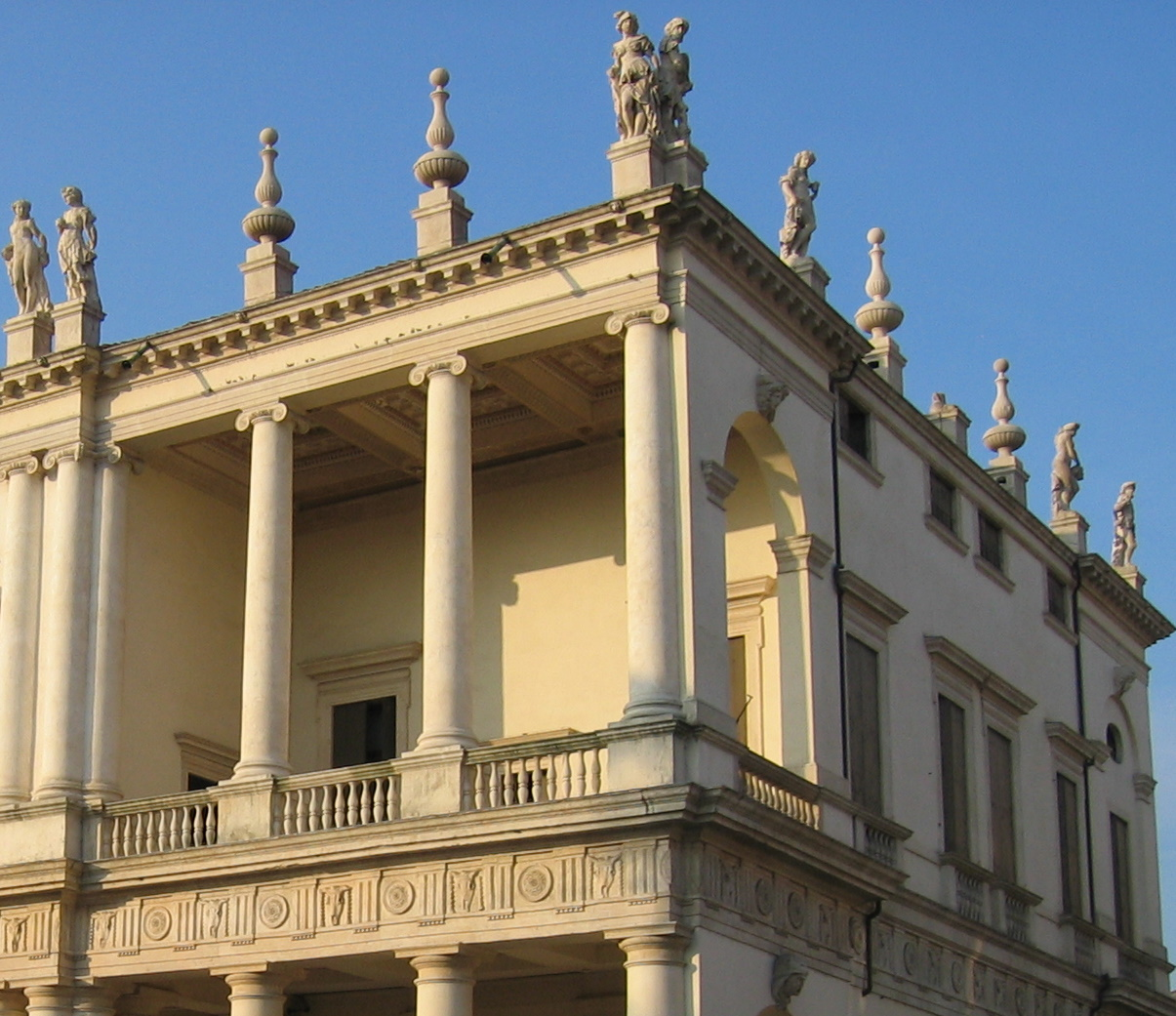
Esquina no Corso Palladio.

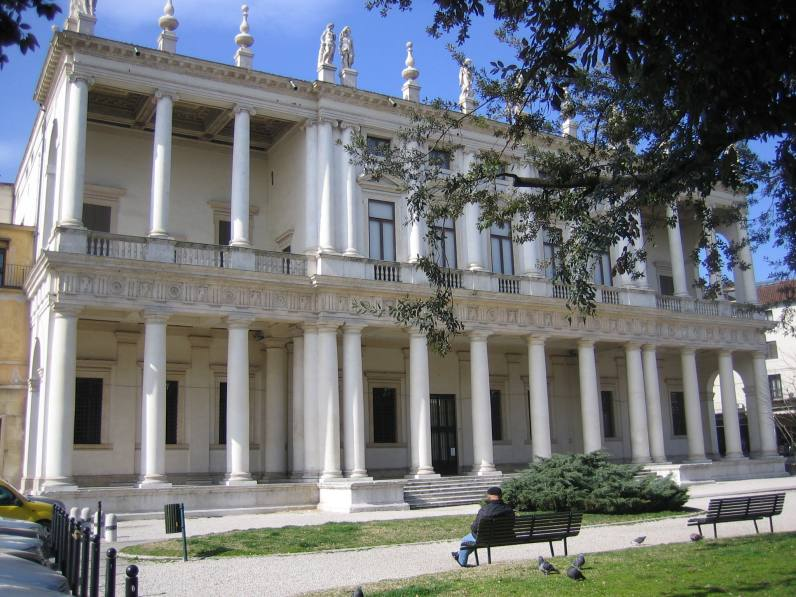
Fachada do Palazzo Chiericati.

O Palazzo Chiericati foi encomendado pelo Conde Girolamo Chiericati em 1550. Os trabalhos foram iniciados por Palladio em 1551 e prolongaram-se até 1557, ano em que foram interrompidos devido à morte do dono da obra; o filho deste, Valerio Chiericati, limitou-se a mandar afrescar os espaços internos, reunundo uma notável equipa de artistas. O palácio permaneceu incompleto por mais de um século, interrompido no quarto vão, sendo concluído somente por volta de 1680, seguindo os desenhos do projectista (do qual decorria o centenário da morte), presentes nos Quattro Libri dell'Architettura. O corpo ocidental do pátio foi realizado no século XIX. Por outro lado, Giovanni Miglioranza demoliu a casa confinante que delimitava a passagem da Piazza dell'Isola no Corso Palladio, mudando o contexto original.

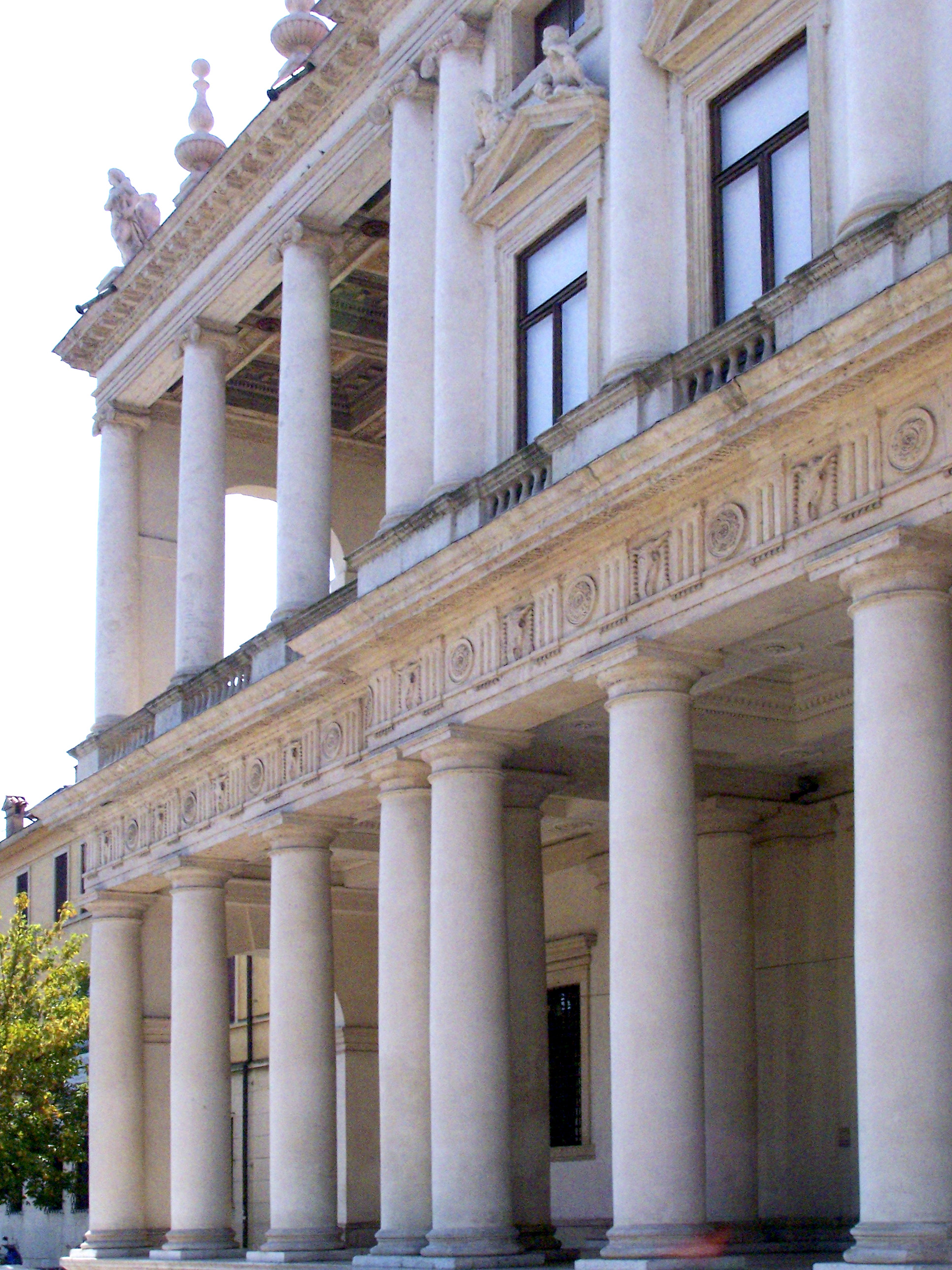
Vista parcial da colunata.

O palácio, de notáveis dimensões, foi construído numa zona ampla, pouco definida do ponto de vista urbanístico, que se definia habitualmente como "Piazza dell'Isola" (actual Piazza Matteotti) por causa da sua posição particular: aparecia de facto uma ilhota circundada por dois rios, o Retrone e o Bacchiglione que confluiam um no outro. A ilha fazia antigamente de porto fluvial e na piazza existia o mercado de madeira e gado. Para proteger a estrutura das frequentes inundações devidas a tal localização (e da passagem dos animais), Palladio decidiu projectá-lo acima do nível do solo, sendo possível acedê-lo através duma escada frontal e duas laterais de gosto clássico.
Palladio utilizou neste edifício uma tipologia inédita para a época nas residências citadinas, a qual recorda em parte a das suas villas. O palácio é constituído por um corpo central com duas alas simétricas ligeiramente recuadas, dotadas de grandes loggias ao nível do piano nobile (andar nobre). A harmoniosa fachada está estruturada em duas ordens sobrepostas, solução até então mais utilizada para uma residência privada de cidade, com uma coroação de estátuas. O arquitecto, no projecto das salas, introduziu um estratagema original, misturando elementos clássicos de forma inovadora: todas
as salas são rectangulares em proporção áurea, com a base maior do comprimento de cada uma igual à base menor da que lhe fica adjacente.

## Galeria de imagens
Pormenores da decoração dos tectos do Palazzo Chiericati.

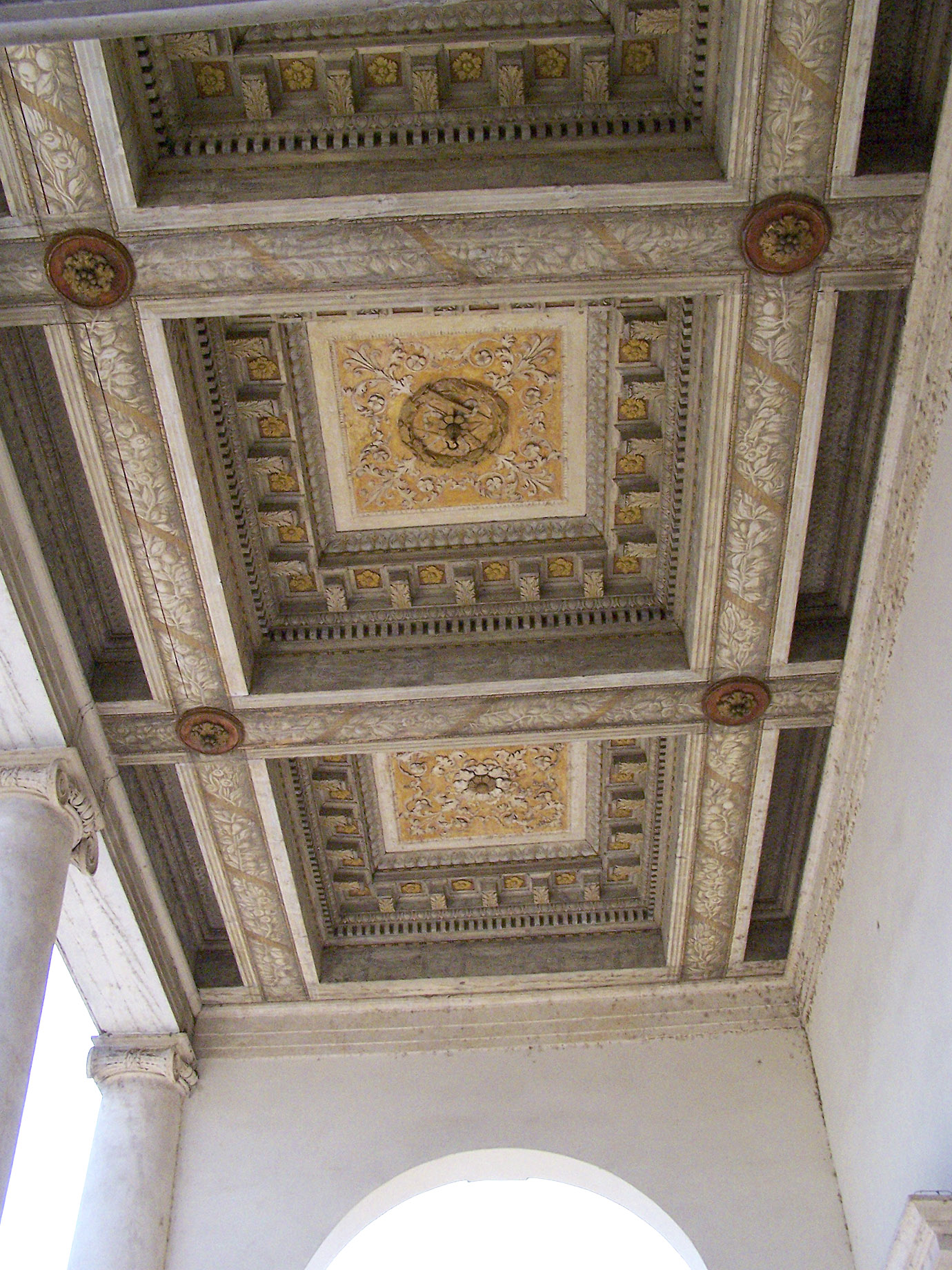
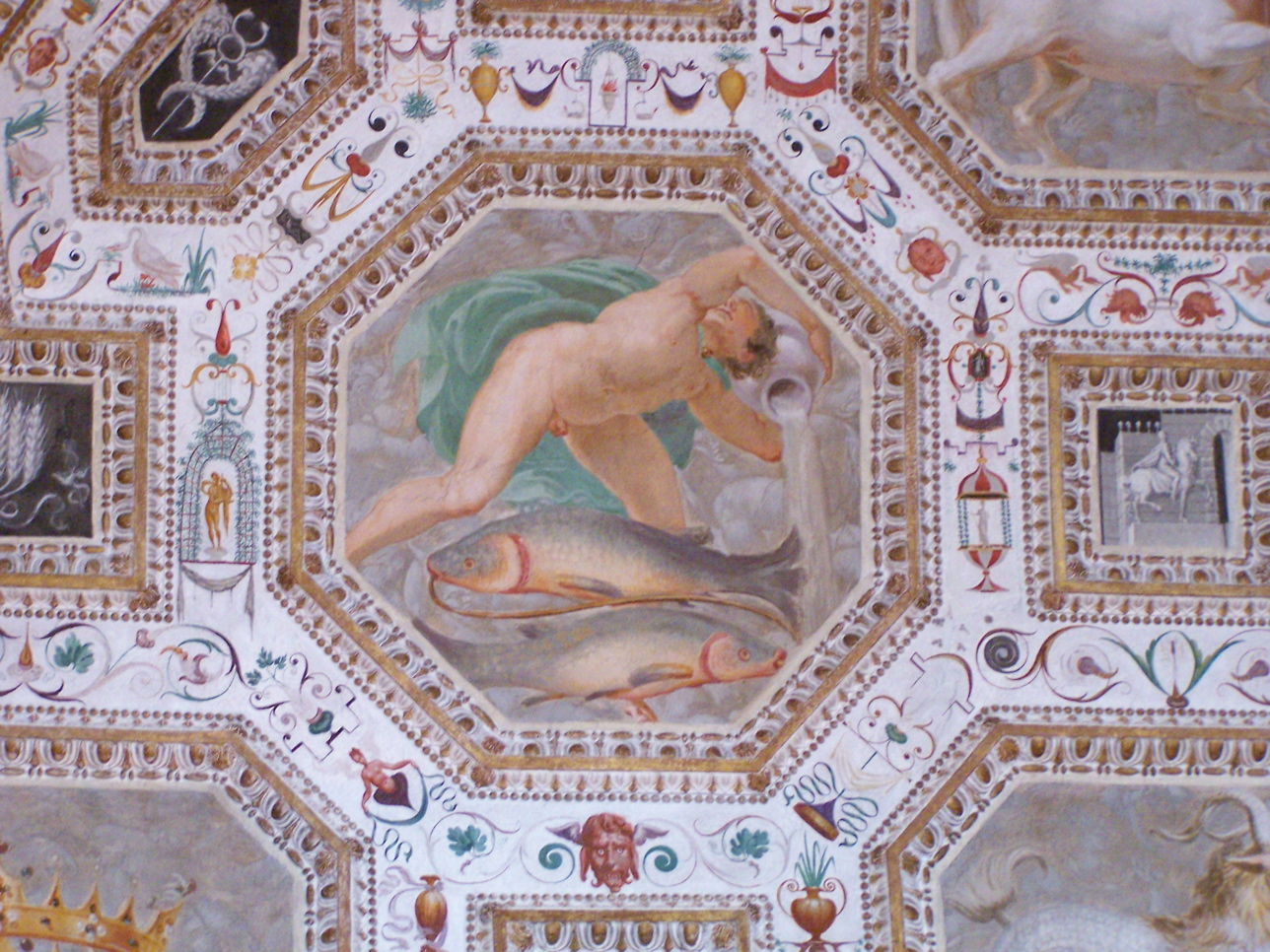
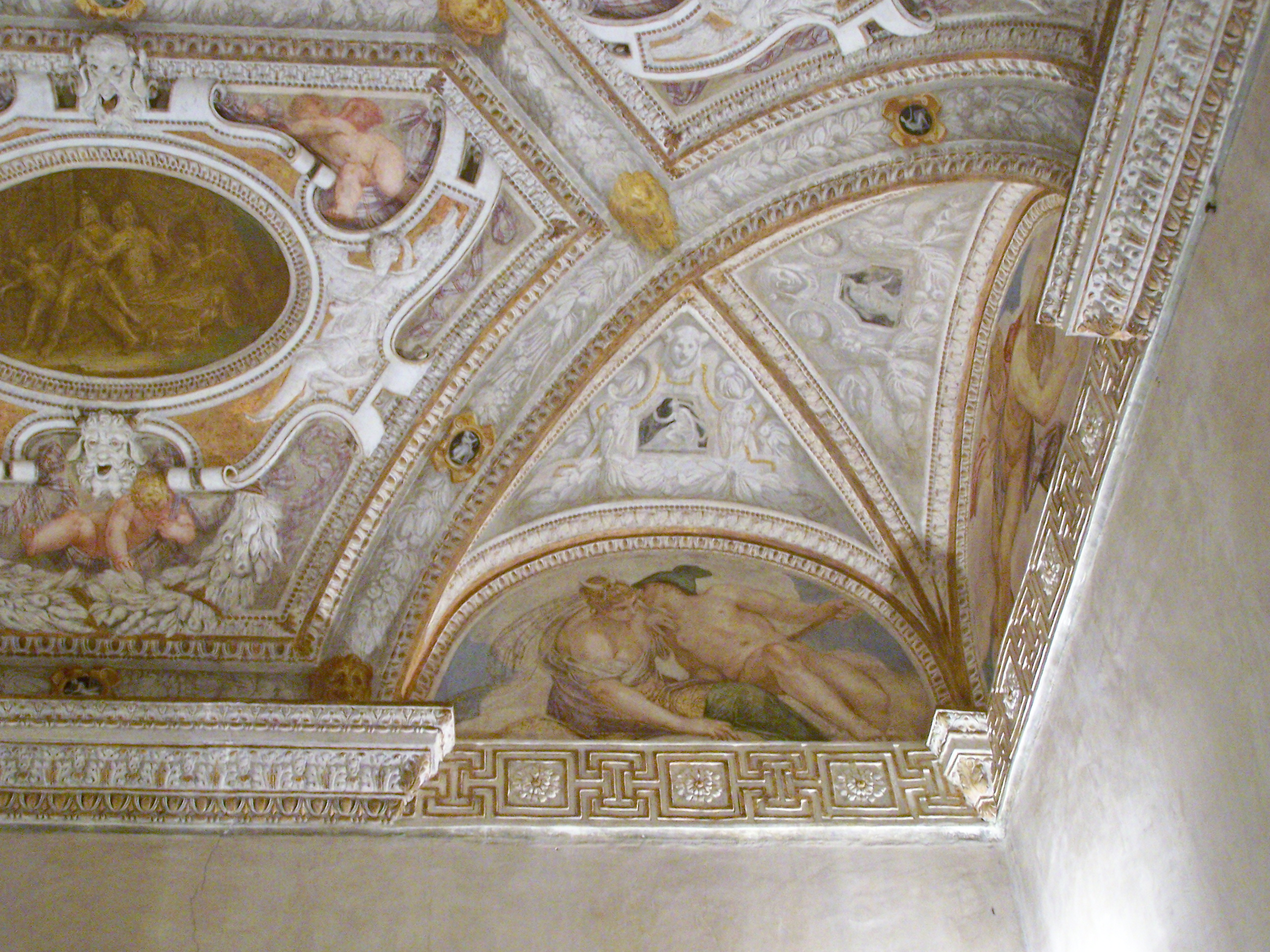
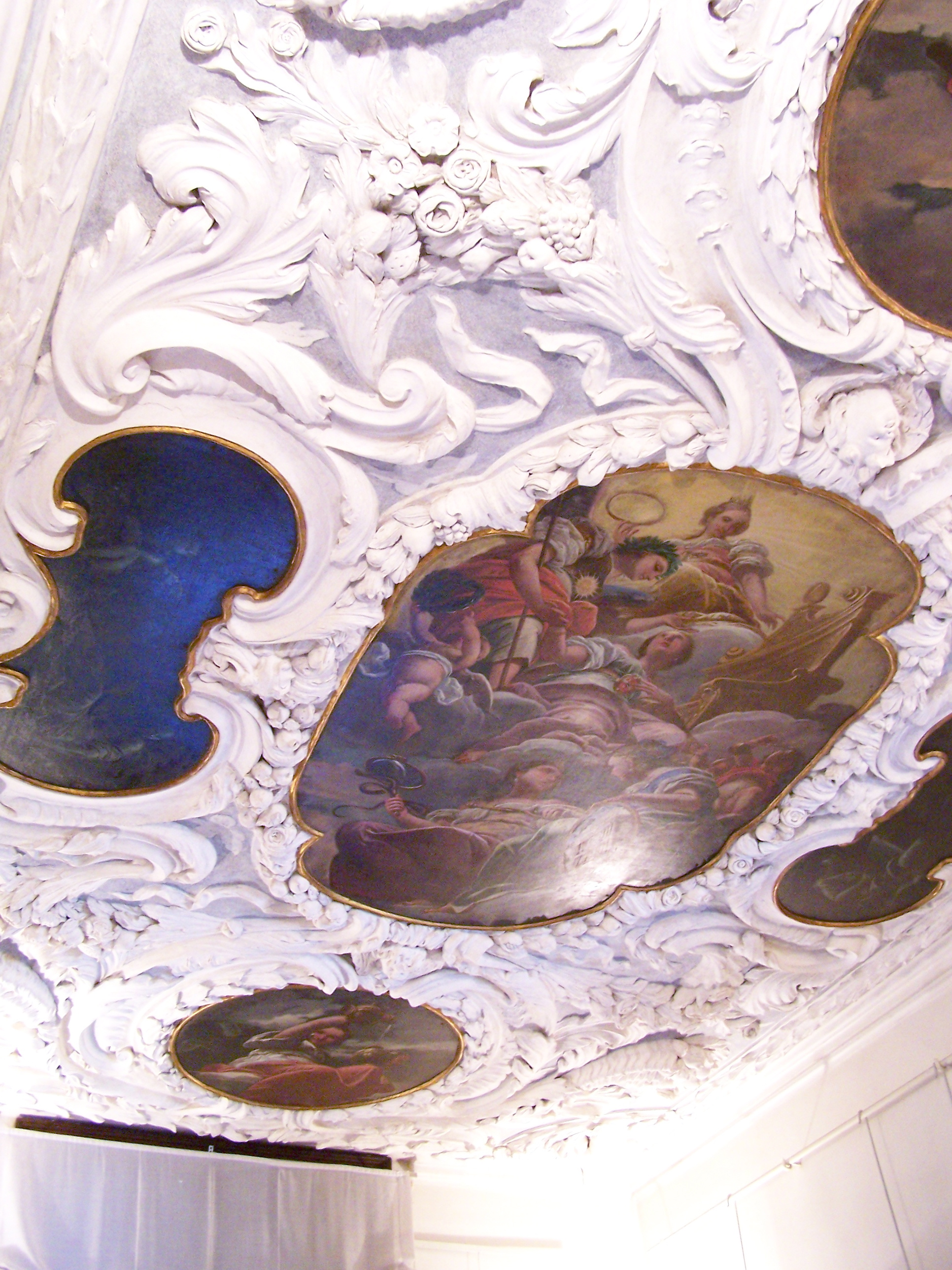
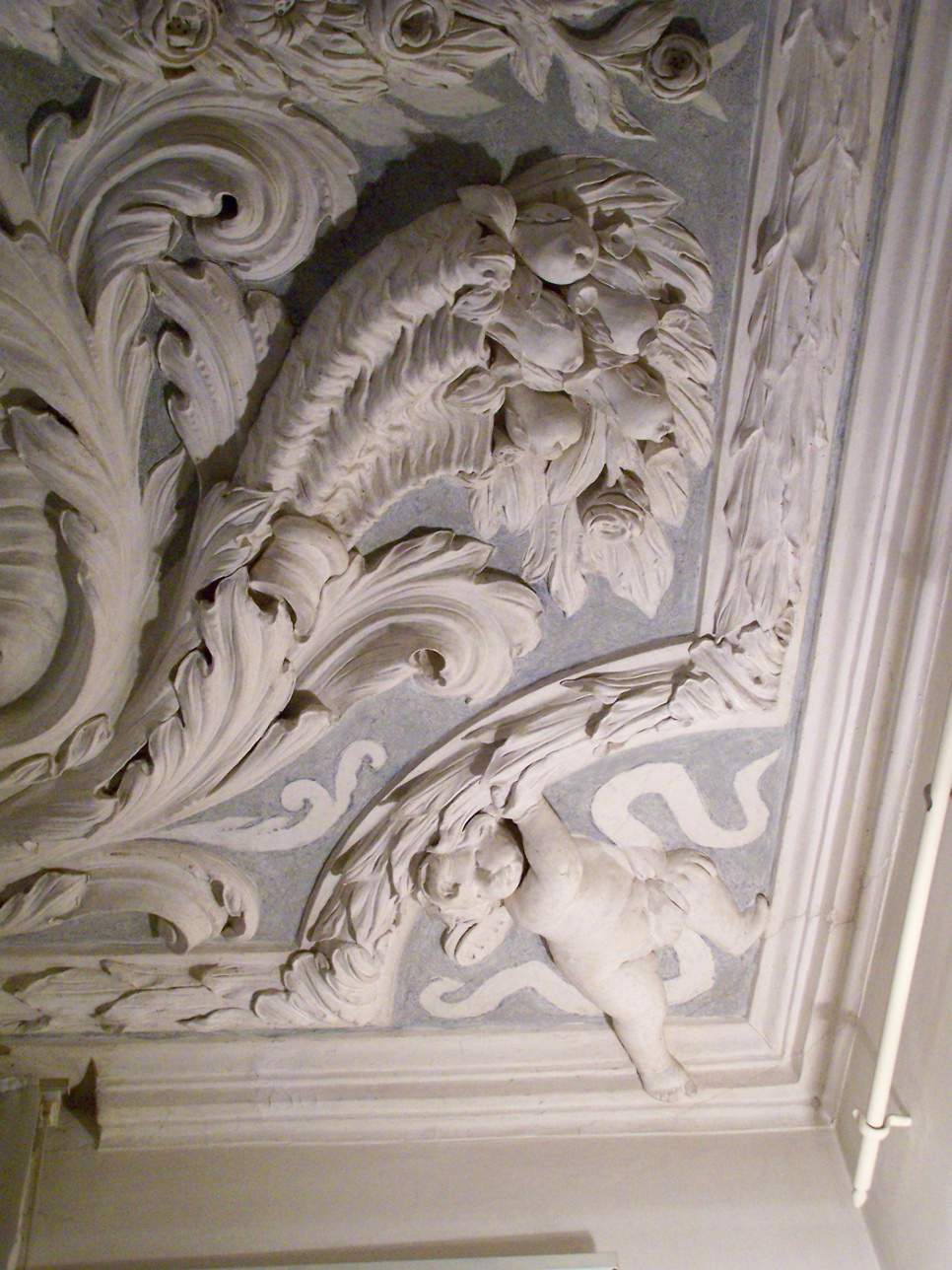
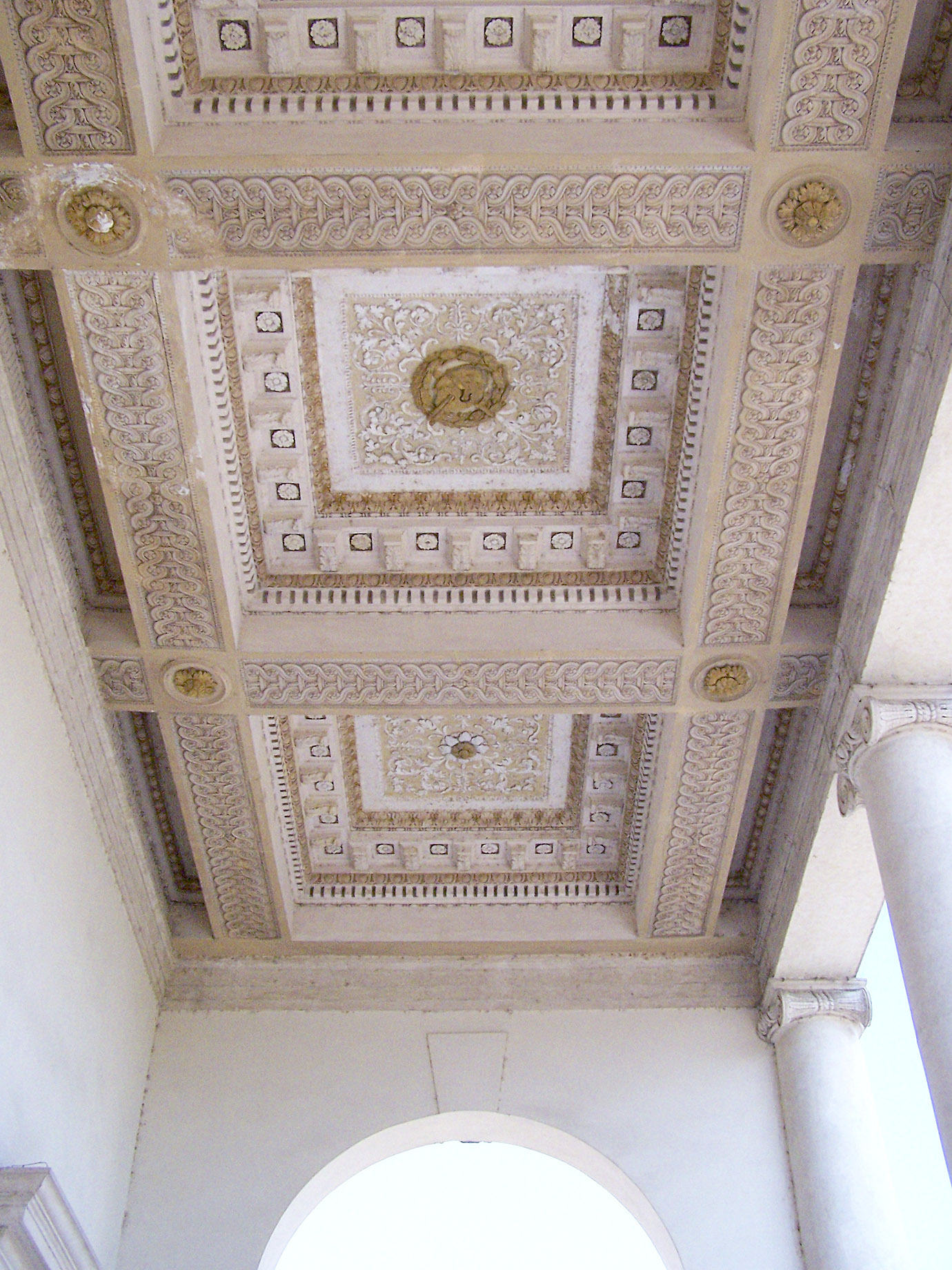
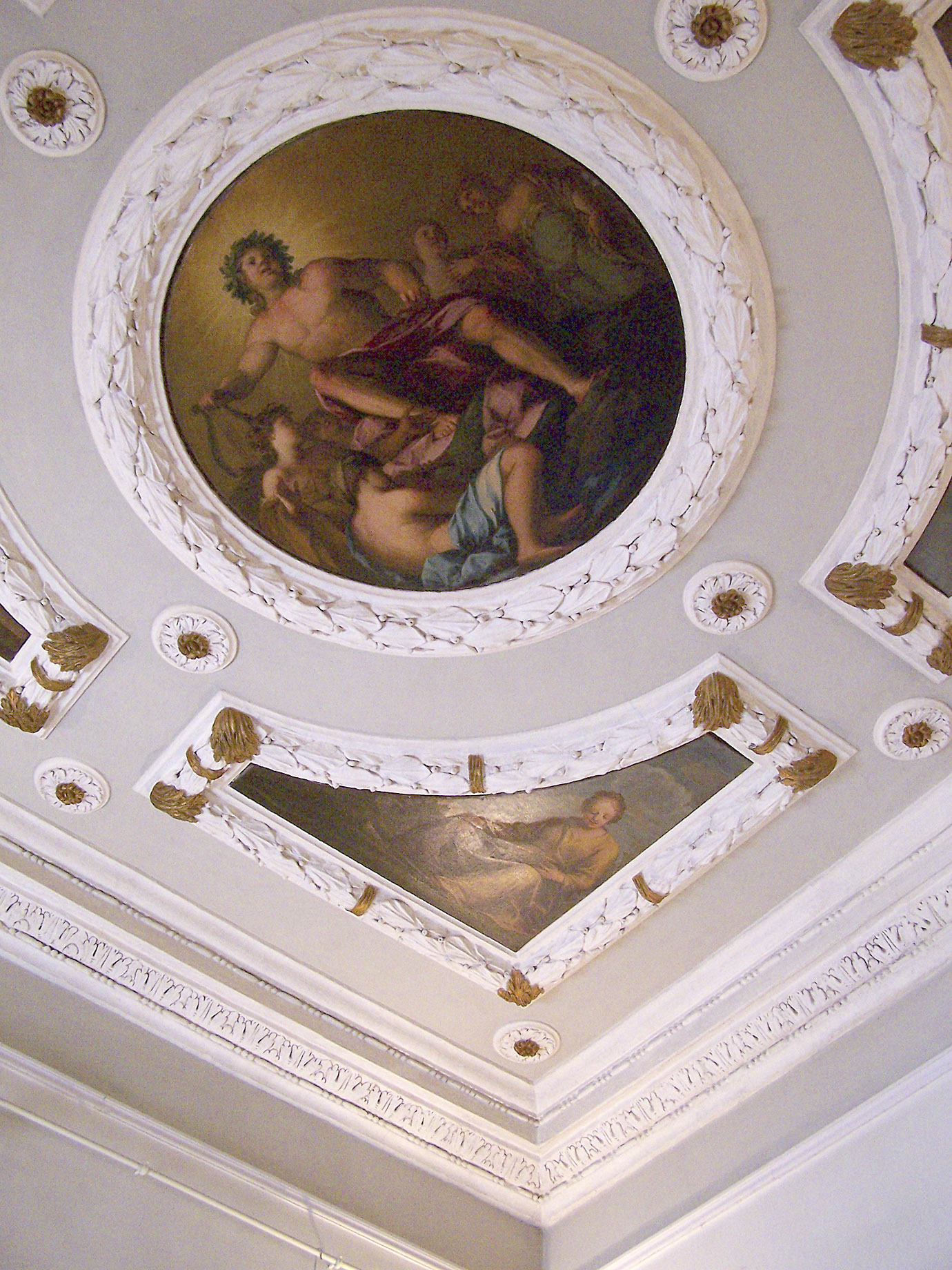
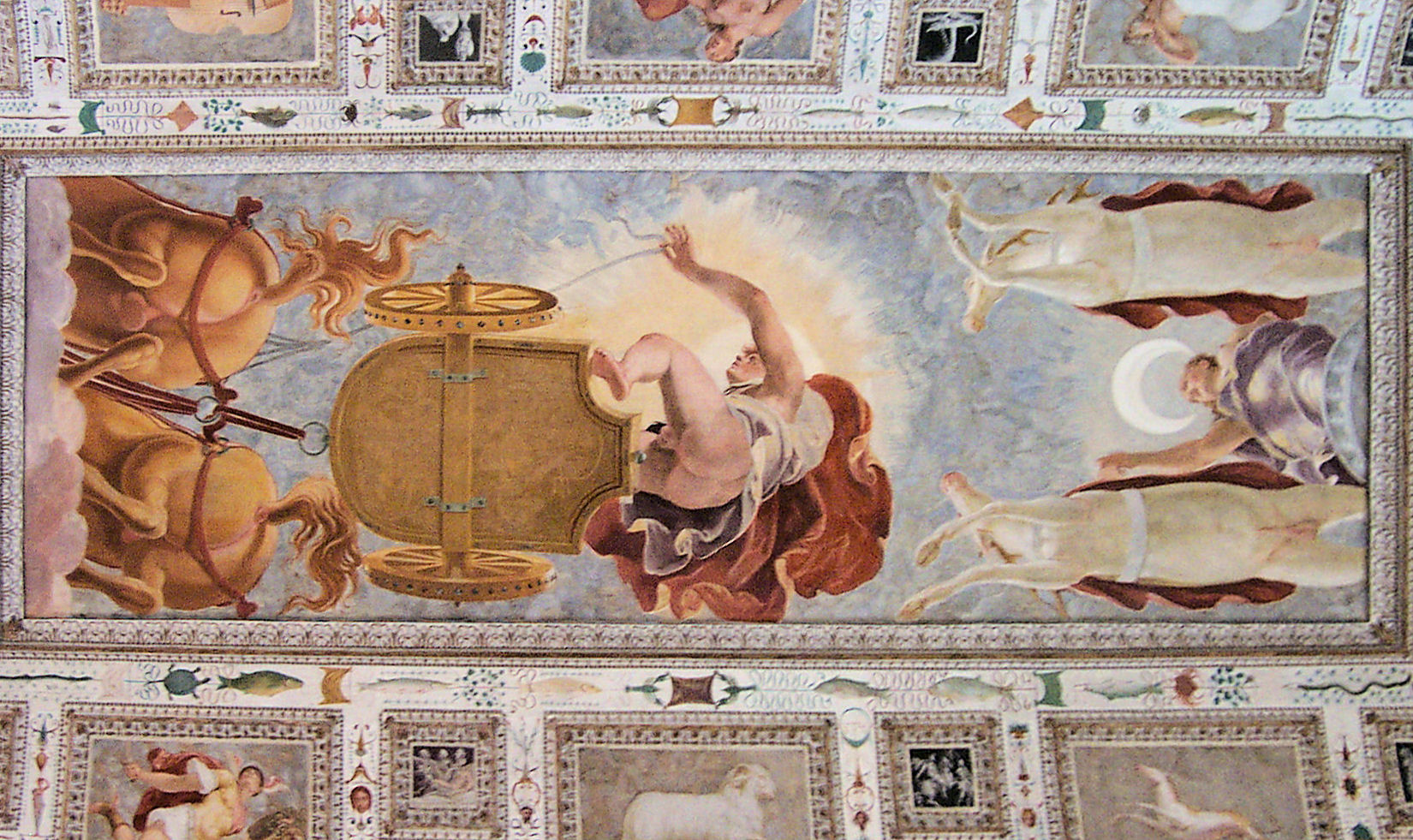